# 田所浪吉
田所 浪吉（たどころ なみきち、1876年（明治9年）9月22日 - 1935年（昭和10年）4月8日）は、大日本帝国陸軍軍人。最終階級は陸軍少将。

## 経歴・人物
東京府出身。1896年（明治29年）陸軍士官学校第8期卒業。
1919年（大正8年）7月に陸軍歩兵大佐・名古屋連隊区司令官、1920年（大正9年）8月に本職を免じられ陸軍士官学校附となり、1923年（大正12年）8月6日に陸軍少将に昇進と同時に待命、同年9月1日に予備役に編入した。

## 栄典
- 1897年（明治30年）10月15日 - 正八位[3]
- 1899年（明治32年）12月26日 - 従七位[4]